# Kalanško pješčano more
Kalanško pješčano more (Sarīr Kalanshiyū ar Ramlī al Kabīr) je pješčana pustinjska regija smještena u Libijskoj pustinji, u okrugu Al Kufrah u Cirenaiki, istočna Libija. Ima površinu od oko 62.000 km². Erg se proteže od oaza Al Jaghbub i Jaloa na sjeveru do Kufre na jugu, na udaljenosti od 500 km.
Erg leži paralelno s Egipatskim pješčanim morem i graniči s njim na njihovim sjevernim krajevima. Sadrže dine visoke do 110 m, koje leže otprilike u smjeru sjever-jug, a stvara ih vjetar.
U Kalanškom pješčanom moro je nestao Lady Be Good, zrakoplov B-24 Liberator iz Drugog svjetskog rata. Olupina je otkrivena 200 km sjeverno od Kufre, 15 godina nakon što je 1943. prijavljen njegov nestanak. Kada je njihov zrakoplov ostao bez goriva, posada se iskočila, vjerujući da su iznad mora. Kad su sletjeli u Libijsku pustinju, osjetili su sjeverozapadni povjetarac. Misleći da su blizu Mediterana, krenuli su u vjetar nadajući se da će ih odvesti na sigurno. Međutim, bili su više od 640 km od obala Mediterana i polako su umrli od dehidracije nakon što su prešli 130 km s minimalnom količinom vode na mjestu tako suhom da čak i pustinjski beduini odbijaju ići tamo.

## Vanjske poveznice
- "Tijelo i novčanici leže među dinama od 200 stopa" ("Lady Be Good in the Calanshio Sand Sea)